# Na’id-ilu
Na'id-ilu (akad. Na'id-ilu) – wysoki dostojnik pełniący urząd gubernatora Kadmuhu za rządów asyryjskiego króla Tukulti-Ninurty II (890-884 p.n.e.); w 885 r. p.n.e. sprawował również urząd limmu (eponima).